# Cystiplanidae
Famille
Les Cystiplanidae sont une famille de vers plats aquatiques de l'ordre des Rhabdocoela (infra-ordre des Eukalyptorhynchia  et sous-ordre des Kalyptorhynchia).

## Systématique
Le nom valide complet (avec auteur) de ce taxon est Cystiplanidae Karling, 1964.

### Liste des genres
Selon la base de données World Register of Marine Species (28 décembre 2023), la famille des Cystiplanidae regroupe les genres suivants :
- Cystiplana Karling, 1964
- Cystiplex Karling, 1964
- Cystirete Brunet, 1965
- Nigerrhynchus Schilke, 1970

### Publication originale
(de) Tor Gustav Karling, « Ueber einige neue und ungenuegend bekannte Turbellaria Eukalyptorhynchia », Zoologischer Anzeiger, vol. 172, 1964, pp. 159-183